# Klinec
Klinec je priimek v Sloveniji, ki ga je po podatkih Statističnega urada Republike Slovenije na dan 1. januarja 2010 uporabljalo 110 oseb, na dan 1. januarja 1911 pa 111 oseb.

## Znani nosilci priimka
- Aleks Klinec, ekološki vinar in vinogradnik
- Barbara Klinec (*1994), smučarska skakalka
- Ema Klinec (*1998), smučarska skakalka
- Jadran Klinec (*1979), direktor Uprave za pomorstvo RS
- Janez Klinec - Požganec, planinec (sodel. pri postavitvi Aljaževega stolpa)
- Jernej Klinec (1867—1944), duhovnik, izgnan v škofijo Đakovo
- Rudolf Klinec (1912—1977), duhovnik, nadškofijski kancler, cerkveni zgodovinar in narodni delavec na Goriškem (Italija)